# 阿祖恩
阿祖恩是位於約旦河西岸地區的一个城镇，地處圖勒凱爾姆以南24公里处。阿祖恩受巴勒斯坦國盖勒吉利耶省管轄。根据巴勒斯坦中央統計局的統計，2017年阿祖恩人口为9,269人，當地绝大多数居民是穆斯林，少数是巴勒斯坦基督徒。 